# Ponta Varandinha

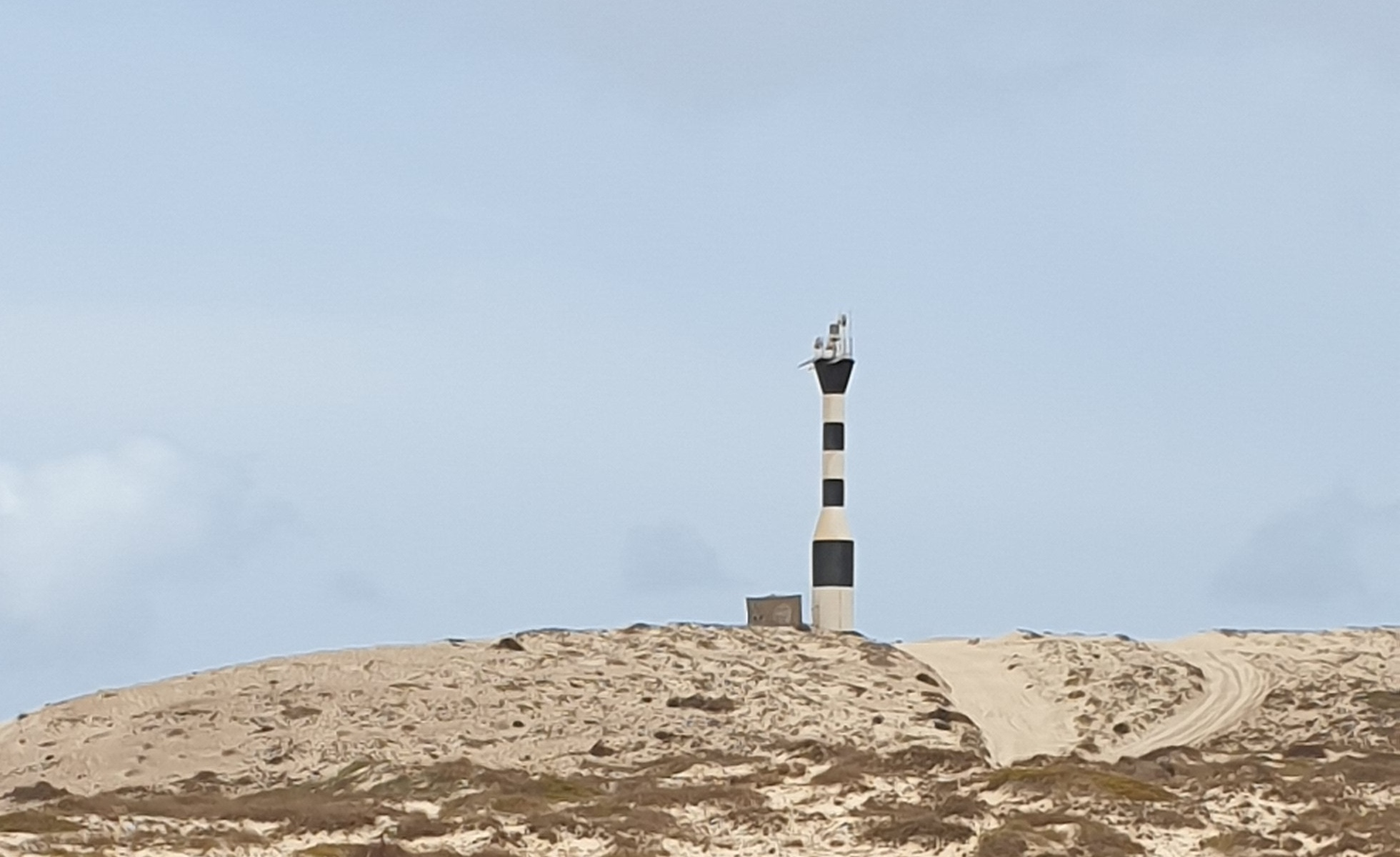
Leuchtturm „Farol da Ponta Varandinha“

Ponta Varandinha ist eine Landspitze und der westlichste Punkt auf der Insel Boa Vista im atlantischen Inselstaat Kap Verde.

## Geographie
Das Kap liegt zwischen der Praia da Varandinha im Norden und der Praia do Curralinho im Südosten. Das nächstgelegene Dorf ist Povoação Velha, ca. 5 km östlich. Die nächstgelegenen Kaps sind Ponta Morro d’Areia im Norden und Ponta do Curral do Bode im Südosten an der Praia de Santa Mónica. Am Kap steht der Farol da Ponta Varandinha. Seine Feuerhöhe ist 22 m und seine Reichweite beträgt 10 nmi.